# Kongregate
Kongregate — американський ігровий портал і видавець відеоігор для ПК, мобільних пристроїв, та консолей. На сайті розміщено понад 124 000 онлайн-ігор. В 2010 році сайт був придбаний GameStop Corporation, а в 2017 році — Modern Times Group 
Вебсайт охоплює широкий спектр ігор. На Kongregate розміщено чимало інкрементальних ігор (ігри цього жанру також відомі як idle-ігри).
Користувачі можуть завантажувати ігри Adobe Flash, HTML5/JavaScript, Shockwave, Java та Unity з інтегрованими рекордами та значками досягнень. У 2020 році портал було закрито для нових користувацьких ігор, хоча ігри, надіслані раніше, залишаються.

## Історія
Kongregate був запущений 10 жовтня 2006 року братом і сестрою Емілі та Джимом Ґріром на етапі альфа-тестування, яке тривало до грудня 2006 року. За цей час розробники ігор та гравці тестували інтерфейс та функціонал сайту. Бета-тестування сайту почалося 22 березня 2007 року. У грудні того ж року сайт був офіційно відкритий для відвідування. До липня 2008 року Kongregate залучив близько 9 мільйонів доларів США від інвестицій Ріда Гоффмана, Джефа Клавьє, Джеффа Безоса та компанії Greylock Partners.
На початку 2013 року Kongregate диділив 10 млн доларів для розроблення мобільних ігор. У 2014 році сайт представив цифрових істот Kongpanions, які діють як загальносайтова система досягнень і метагра. 

## Katridge
У листопаді 2018 року Kongregate відкрив Katridge — магазин комп'ютерних ігор, який зосереджується на незалежних іграх. Магазин доступний через браузер чи програму для ПК, містить як платні преміум ігри, так і безкоштовні ігри для браузера. На відміну від інших магазинів, таких як Steam, Katridge — це кураторський магазин.Таку саму характеристику отримав магазин від Engadget. Kongregate сподівається, що це допоможе привернути увагу до якісних ігор і вирішити проблеми, з якими часто стикаються інді-ігри.